# Grekiska siffror
Grekiska siffror syftar som regel på det joniska talbeteckningssystemet, där de grekiska bokstäverna används för att skriva tal. I modern grekiska används detta system mest för ordningstal, annars används arabiska siffror.
Grekiska siffror finns belagda cirka 4000 år tillbaka i tiden. Talbeteckningssystemet har dock skiftat över tiden, och åtminstone fyra olika system har använts. Alla fyra har på något sätt använt talet tio som en bas.

## Tidigaste talbeteckningssystemen
Talsystemet i Linear A och Linear B användes i Grekland och i den minoiska kulturen på Kreta ungefär från 2000-talet f.Kr. till 1200-talet f.Kr. På Cypern användes det ända till 200-talet f.Kr. Det var ett enhetssystem, där tecknen klumpades ihop med det antal som krävdes för att ett tal skulle kunna bildas genom addition av symbolernas värde.
|   |    |     |       |        |      |
| 1 | 10 | 100 | 1 000 | 10 000 | 1986 |

## Det attiska talbeteckningssystemet
Det attiska eller herodianska talbeteckningssystemet utvecklades ungefär samtidigt med det grekiska alfabetet, på 800-talet f.Kr, och användes fram till 200-talet f.Kr. Systemet påminner om romerska siffror. Det använde särskilda symboler för talen 1, 5, 10, 100, 1 000 och 10 000. Genom att kombinera dessa både additivt och multiplikativt kunde man bilda övriga tal.
|   |   |    |    |     |     |       |       |        |        |
| 1 | 5 | 10 | 50 | 100 | 500 | 1 000 | 5 000 | 10 000 | 50 000 |

En skillnad mot romerska tal är att siffrorna alltid adderas, det går alltså inte att skriva 9 som romarna gjorde med IX (9 = 10 - 1).

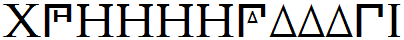
Talet 1986 skrivet med herodianska siffror.

## Det joniska talbeteckningssystemet
Under 500-talet f.Kr. skapades ett nytt talsystem i grekiska Jonien. Det kom i allmänt bruk i den hellenistiska världen under 200-talet f.Kr. Det används än idag, dock bara som ordningstal för kungar, lagar och liknande, ungefär som romerska siffror används i Västeuropa.
Talsystemet använde de 24 bokstäver i det nuvarande grekiska alfabetet, samt tre äldre bokstäver för att beteckna tal. De första nio symbolerna fick då beteckna talen 1–9, nästa nio betecknade tiotalen 10–90 och de sista nio hundratalen 100–900. Ingen symbol för talet noll fanns. Talen bildades sedan additivt utifrån dessa symboler.
| Joniska siffror                                      | Joniska siffror | Joniska siffror | Joniska siffror  | Joniska siffror | Joniska siffror | Joniska siffror | Joniska siffror | Joniska siffror | Joniska siffror | Joniska siffror | Joniska siffror |
| ---------------------------------------------------- | --------------- | --------------- | ---------------- | --------------- | --------------- | --------------- | --------------- | --------------- | --------------- | --------------- | --------------- |
| 1                                                    | Α               | α               | Alfa             | 10              | Ι               | ι               | Jota            | 100             | Ρ               | ρ               | Rho             |
| 2                                                    | Β               | β               | Beta             | 20              | Κ               | κ               | Kappa           | 200             | Σ               | σ               | Sigma           |
| 3                                                    | Γ               | γ               | Gamma            | 30              | Λ               | λ               | Lambda          | 300             | Τ               | τ               | Tau             |
| 4                                                    | Δ               | δ               | Delta            | 40              | Μ               | μ               | My              | 400             | Υ               | υ               | Ypsilon         |
| 5                                                    | Ε               | ε               | Epsilon          | 50              | Ν               | ν               | Ny              | 500             | Φ               | φ               | Fi              |
| 6                                                    | Ϝ               | ϛ               | Digamma → Stigma | 60              | Ξ               | ξ               | Xi              | 600             | Χ               | χ               | Chi             |
| 7                                                    | Ζ               | ζ               | Zeta             | 70              | Ο               | ο               | Omikron         | 700             | Ψ               | ψ               | Psi             |
| 8                                                    | Η               | η               | Eta              | 80              | Π               | π               | Pi              | 800             | Ω               | ω               | Omega           |
| 9                                                    | Θ               | θ               | Theta            | 90              | Ϙ               | ϟ               | Koppa           | 900             | Ϡ               | ϡ               | Sampi           |
| Klassiska siffror som versaler, moderna som gemener. |                 |                 |                  |                 |                 |                 |                 |                 |                 |                 |                 |

Systemet har förändrats något under tidens gång. Framför allt har digamma bytts ut mot stigma, vilket i sin tur kan skrivas som en sigma-tau digraf i modern grekiska. För att indikera tal används idag en apostrof till höger om talet. Tal mellan 1 000 och 10 000 skrivs med de någon av de tio första siffrorna, och en låg apostrof till vänster.

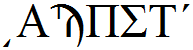
1986 med moderna joniska siffror (6 utgörs av sigma-tau digraf).

## Grekiska siffror i Unicode
I Unicode finns det stöd för samtliga talsystem som beskrivs ovan. En del av talsystemen ligger dock i block som ligger utanför basplanet (BMP), och då är det inte säkert att tecknen kan visas på datorer. Det är dessutom inte särskilt många fonter som stöder dessa block än så länge. Tecken i sådana block har ett värde med minst fem hexadecimala siffror.
Länkarna i följande tabell går till PDF-filer, som visar vilka tecken som ingår, på Unicodes hemsida.
| Talsystem                      | Intervall             | Block                                  | Kommentar                                                                                |
| ------------------------------ | --------------------- | -------------------------------------- | ---------------------------------------------------------------------------------------- |
| Linear B                       | 10100-1013F           | Aegean Numbers                         |                                                                                          |
| Attiska talbeteckningssystemet | 10140-1018F 0370-03FF | Ancient Greek Numbers Greek and Coptic | Symboler används från två block, där Ι, Δ, Η, Χ och Μ ligger i blocket Greek and Coptic. |
| Joniska talbeteckningssystemet | 0370-03FF             | Greek and Coptic                       |                                                                                          |
| Arabiska siffror               | 0000-0080             | C0 Controls and Basic Latin            |                                                                                          |